# Elecciones presidenciales de Perú de 1862
Al finalizar en 1862 se realizaron las elecciones presidenciales del Perú de 1862 en el segundo gobierno de Castilla, se vislumbró una enconada lucha electoral entre tres candidatos: el mariscal Miguel San Román, el general Juan Antonio Pezet y el doctor Juan Manuel del Mar; el primero contaba con el apoyo oficial de gobierno. Pero la lucha desapareció cuando Pezet unió sus fuerzas con las de San Román pasando a ser su candidato a la primera vicepresidencia, y cuando enfermó gravemente Del Mar. Los liberales apoyaron también a San Román.
Realizadas las elecciones, resultó elegido San Román; para primer vicepresidente el general Pezet, y para segundo vicepresidente el general Pedro Diez Canseco Corbacho. El Congreso los proclamó el 29 de agosto de 1862.